# ICD-10 第15章:妊娠、分娩、および産褥
本項は、『疾病及び関連保健問題の国際統計分類』第10版（ICD-10）の「第15章:妊娠、分娩、および産褥」の一覧である。

## O00-O99 - 妊娠，分娩及び産じょく<褥>

### (O00-O08)　流産に終わった妊娠
- O00　子宮外妊娠
  - O00.0　腹腔<腹膜>妊娠
  - O00.1　卵管妊娠
  - O00.2　卵巣妊娠
  - O00.8　その他の子宮外妊娠
  - O00.9　子宮外妊娠，詳細不明
- O01　胞状奇胎
  - O01.0　古典的胞状奇胎
  - O01.1　部分胞状奇胎
  - O01.9　胞状奇胎，詳細不明
- O02　受胎のその他の異常生成物
  - O02.0　枯死卵及び非胞状奇胎
  - O02.1　稽留流産
  - O02.8　受胎のその他の明示された異常生成物
  - O02.9　受胎の異常生成物，詳細不明
- O03　自然流産
  - O03.0　自然流産，不完全流産，性殖器及び骨盤内感染症を合併するもの
  - O03.1　自然流産，不完全流産，遅延出血又は多量出血を合併するもの
  - O03.2　自然流産，不完全流産，塞栓症を合併するもの
  - O03.3　自然流産，不完全流産，その他及び詳細不明の合併症を伴うもの
  - O03.4　自然流産，不完全流産，合併症を伴わないもの
  - O03.5　自然流産，完全流産又は詳細不明の流産，性殖器及び骨盤内感染症を合併するもの
  - O03.6　自然流産，完全流産又は詳細不明の流産，遅延出血又は多量出血を合併するもの
  - O03.7　自然流産，完全流産又は詳細不明の流産，塞栓症を合併するもの
  - O03.8　自然流産，完全流産又は詳細不明の流産，その他及び詳細不明の合併症を伴うもの
  - O03.9　自然流産，完全流産又は詳細不明の流産，合併症を伴わないもの
- O04　医学的人工流産
  - O04.0　医学的人工流産，不完全流産，性殖器及び骨盤内感染症を合併するもの
  - O04.1　医学的人工流産，不完全流産，遅延出血又は多量出血を合併するもの
  - O04.2　医学的人工流産，不完全流産，塞栓症を合併するもの
  - O04.3　医学的人工流産，不完全流産，その他及び詳細不明の合併症を伴うもの
  - O04.4　医学的人工流産，不完全流産，合併症を伴わないもの
  - O04.5　医学的人工流産，完全流産又は詳細不明の流産，性殖器及び骨盤内感染症を合併するもの
  - O04.6　医学的人工流産，完全流産又は詳細不明の流産，遅延出血又は多量出血を合併するもの
  - O04.7　医学的人工流産，完全流産又は詳細不明の流産，塞栓症を合併するもの
  - O04.8　医学的人工流産，完全流産又は詳細不明の流産，その他及び詳細不明の合併症を伴うもの
  - O04.9　医学的人工流産，完全流産又は詳細不明の流産，合併症を伴わないもの
- O05　その他の流産
  - O05.0　その他の流産，不完全流産，性殖器及び骨盤内感染症を合併するもの
  - O05.1　その他の流産，不完全流産，遅延出血又は多量出血を合併するもの
  - O05.2　その他の流産，不完全流産，塞栓症を合併するもの
  - O05.3　その他の流産，不完全流産，その他及び詳細不明の合併症を伴うもの
  - O05.4　その他の流産，不完全流産，合併症を伴わないもの
  - O05.5　その他の流産，完全流産又は詳細不明の流産，性殖器及び骨盤内感染症を合併するもの
  - O05.6　その他の流産，完全流産又は詳細不明の流産，遅延出血又は多量出血を合併するもの
  - O05.7　その他の流産，完全流産又は詳細不明の流産，塞栓症を合併するもの
  - O05.8　その他の流産，完全流産又は詳細不明の流産，その他及び詳細不明の合併症を伴うもの
  - O05.9　その他の流産，完全流産又は詳細不明の流産，合併症を伴わないもの
- O06　詳細不明の流産
  - O06.0　詳細不明の流産，不完全流産，性殖器及び骨盤内感染症を合併するもの
  - O06.1　詳細不明の流産，不完全流産，遅延出血又は多量出血を合併するもの
  - O06.2　詳細不明の流産，不完全流産，塞栓症を合併するもの
  - O06.3　詳細不明の流産，不完全流産，その他及び詳細不明の合併症を伴うもの
  - O06.4　詳細不明の流産，不完全流産，合併症を伴わないもの
  - O06.5　詳細不明の流産，完全流産又は詳細不明の流産，性殖器及び骨盤内感染症を合併するもの
  - O06.6　詳細不明の流産，完全流産又は詳細不明の流産，遅延出血又は多量出血を合併するもの
  - O06.7　詳細不明の流産，完全流産又は詳細不明の流産，塞栓症を合併するもの
  - O06.8　詳細不明の流産，完全流産又は詳細不明の流産，その他及び詳細不明の合併症を伴うもの
  - O06.9　詳細不明の流産，完全流産又は詳細不明の流産，合併症を伴わないもの
- O07　不成功に終わった人工流産
  - O07.0　不成功に終わった医学的人工流産，性殖器及び骨盤内感染症を合併するもの
  - O07.1　不成功に終わった医学的人工流産，遅延出血又は多量出血を合併するもの
  - O07.2　不成功に終わった医学的人工流産，塞栓症を合併するもの
  - O07.3　不成功に終わった医学的人工流産，その他及び詳細不明の合併症を伴うもの
  - O07.4　不成功に終わった医学的人工流産，合併症を伴わないもの
  - O07.5　その他及び詳細不明の不成功に終わった人工流産，性器及び骨盤内感染症を合併するもの
  - O07.6　その他及び詳細不明の不成功に終わった人工流産，遅延出血又は多量出血を合併するもの
  - O07.7　その他及び詳細不明の不成功に終わった人工流産，塞栓症を合併するもの
  - O07.8　その他及び詳細不明の不成功に終わった人工流産，その他及び詳細不明の合併症を伴うもの
  - O07.9　その他及び詳細不明の不成功に終わった人工流産，合併症を伴わないもの
- O08　流産，子宮外妊娠及び胞状奇胎妊娠に続発する合併症
  - O08.0　流産，子宮外妊娠及び胞状奇胎妊娠に続発する生殖器及び骨盤内感染症
  - O08.1　流産，子宮外妊娠及び胞状奇胎妊娠に続発する遅延出血又は多量出血
  - O08.2　流産，子宮外妊娠及び胞状奇胎妊娠に続発する塞栓症
  - O08.3　流産，子宮外妊娠及び胞状奇胎妊娠に続発するショック
  - O08.4　流産，子宮外妊娠及び胞状奇胎妊娠に続発する腎不全
  - O08.5　流産，子宮外妊娠及び胞状奇胎妊娠に続発する代謝障害
  - O08.6　流産，子宮外妊娠及び胞状奇胎妊娠に続発する骨盤臓器及び組織の傷害
  - O08.7　流産，子宮外妊娠及び胞状奇胎妊娠に続発するその他の静脈合併症
  - O08.8　流産，子宮外妊娠及び胞状奇胎妊娠に続発するその他の合併症
  - O08.9　流産，子宮外妊娠及び胞状奇胎妊娠に続発する合併症，詳細不明

### (O10-O16)　妊娠，分娩及び産じょく<褥>における浮腫，たんぱく<蛋白>尿及び高血圧性障害
- O10　妊娠，分娩及び産じょく<褥>に合併する既存の高血圧(症)
  - O10.0　妊娠，分娩及び産じょく<褥>に合併する既存の本態性高血圧(症)
  - O10.1　妊娠，分娩及び産じょく<褥>に合併する既存の高血圧性心疾患
  - O10.2　妊娠，分娩及び産じょく<褥>に合併する既存の高血圧性腎疾患
  - O10.3　妊娠，分娩及び産じょく<褥>に合併する既存の高血圧性心腎疾患
  - O10.4　妊娠，分娩及び産じょく<褥>に合併する既存の二次性高血圧(症)
  - O10.9　妊娠，分娩及び産じょく<褥>に合併する詳細不明の既存の高血圧(症)
- O11　増悪したたんぱく<蛋白>尿を伴う既存の高血圧性障害
- O12　高血圧(症)を伴わない妊娠浮腫及び妊娠たんぱく<蛋白>尿
  - O12.0　妊娠浮腫
  - O12.1　妊娠たんぱく<蛋白>尿
  - O12.2　たんぱく<蛋白>尿を伴う妊娠浮腫
- O13　明らかなたんぱく<蛋白>尿を伴わない妊娠高血圧(症)
- O14　明らかなたんぱく<蛋白>尿を伴う妊娠高血圧(症)
  - O14.0　中等症子かん<癇>前症
  - O14.1　重症子かん<癇>前症
  - O14.9　子かん<癇>前症，詳細不明
- O15　子かん<癇>
  - O15.0　妊娠子かん<癇>
  - O15.1　分娩子かん<癇>
  - O15.2　産じょく<褥>子かん<癇>
  - O15.9　子かん<癇>，発生時期不明
- O16　詳細不明の母体の高血圧(症)

### (O20-O29)　主として妊娠に関連するその他の母体障害
- O20　妊娠早期の出血
  - O20.0　切迫流産
  - O20.8　妊娠早期のその他の出血
  - O20.9　妊娠早期の出血，詳細不明
- O21　過度の妊娠嘔吐
  - O21.0　軽度妊娠悪阻
  - O21.1　代謝障害を伴う妊娠悪阻
  - O21.2　後期妊娠嘔吐
  - O21.8　妊娠に合併するその他の嘔吐
  - O21.9　妊娠嘔吐，詳細不明
- O22　妊娠中の静脈合併症
  - O22.0　妊娠中の下肢の静脈瘤
  - O22.1　妊娠中の性器の静脈瘤
  - O22.2　妊娠中の浅<表>在性血栓(性)静脈炎
  - O22.3　妊娠中の深在静脈血栓症
  - O22.4　妊娠中の痔核
  - O22.5　妊娠中の脳静脈血栓症
  - O22.8　妊娠中のその他の静脈合併症
  - O22.9　妊娠中の静脈合併症，詳細不明
- O23　妊娠中の腎尿路性器感染症
  - O23.0　妊娠中の腎感染症
  - O23.1　妊娠中の膀胱感染症
  - O23.2　妊娠中の尿道感染症
  - O23.3　妊娠中のその他の部位の尿路感染症
  - O23.4　妊娠中の詳細不明の尿路感染症
  - O23.5　妊娠中の性器感染症
  - O23.9　妊娠中のその他及び詳細不明の腎尿路性器感染症
- O24　妊娠中の糖尿病
  - O24.0　既存のインスリン依存性糖尿病
  - O24.1　既存のインスリン非依存性糖尿病
  - O24.2　既存の栄養失調(症)に関連する糖尿病
  - O24.3　既存の糖尿病，詳細不明
  - O24.4　妊娠中に発生した糖尿病
  - O24.9　妊娠中の糖尿病，詳細不明
- O25　妊娠中の栄養失調(症)
- O26　主として妊娠に関連するその他の病態の母体ケア
  - O26.0　妊娠中の過度の体重増加
  - O26.1　妊娠中の体重増加不良
  - O26.2　習慣流産の妊娠ケア
  - O26.3　妊娠中の遺残した子宮内避妊器具
  - O26.4　妊娠ヘルペス
  - O26.5　母体の低血圧症候群
  - O26.6　妊娠，分娩及び産じょく<褥>における肝障害
  - O26.7　妊娠，分娩及び産じょく<褥>における恥骨結合の離開
  - O26.8　その他の明示された妊娠に関連する病態
  - O26.9　妊娠に関連する病態，詳細不明
- O28　母体の分娩前スクリーニングにおける異常所見
  - O28.0　血液学的異常所見，母体の分娩前スクリーニングにおけるもの
  - O28.1　生化学的異常所見，母体の分娩前スクリーニングにおけるもの
  - O28.2　細胞学的異常所見，母体の分娩前スクリーニングにおけるもの
  - O28.3　超音波的異常所見，母体の分娩前スクリーニングにおけるもの
  - O28.4　放射線医学的異常所見，母体の分娩前スクリーニングにおけるもの
  - O28.5　染色体又は遺伝性異常所見，母体の分娩前スクリーニングにおけるもの
  - O28.8　その他の異常所見，母体の分娩前スクリーニングにおけるもの
  - O28.9　母体の分娩前スクリーニングにおける異常所見，詳細不明
- O29　妊娠中の麻酔合併症
  - O29.0　妊娠中の麻酔による肺合併症
  - O29.1　妊娠中の麻酔による心臓合併症
  - O29.2　妊娠中の麻酔による中枢神経系合併症
  - O29.3　妊娠中の局所麻酔に対する中毒反応
  - O29.4　妊娠中の脊髄又は硬膜外麻酔誘発性頭痛
  - O29.5　妊娠中の脊髄又は硬膜外麻酔によるその他の合併症
  - O29.6　妊娠中の挿管不成功又は挿管困難
  - O29.8　妊娠中の麻酔によるその他の合併症
  - O29.9　妊娠中の麻酔合併症，詳細不明

### (O30-O48)　胎児及び羊膜腔に関連する母体ケア並びに予想される分娩の諸問題
- O30　多胎妊娠
  - O30.0　双胎妊娠
  - O30.1　三胎妊娠
  - O30.2　四胎妊娠
  - O30.8　その他の多胎妊娠
  - O30.9　多胎妊娠，詳細不明
- O31　多胎妊娠に特異的な合併症
  - O31.0　紙様(胎)児
  - O31.1　一胎以上の流産後の妊娠継続
  - O31.2　一胎以上の子宮内死亡後の妊娠継続
  - O31.8　多胎妊娠に特異的なその他の合併症
- O32　既知の胎位異常又はその疑いのための母体ケア
  - O32.0　不安定胎位のための母体ケア
  - O32.1　骨盤位のための母体ケア
  - O32.2　横位及び斜位のための母体ケア
  - O32.3　顔位，額位及び頤位のための母体ケア
  - O32.4　正期における高在児頭のための母体ケア
  - O32.5　一胎以上の胎位異常を伴う多胎妊娠のための母体ケア
  - O32.6　複合胎位のための母体ケア
  - O32.8　その他の胎位異常のための母体ケア
  - O32.9　胎位異常のための母体ケア，詳細不明
- O33　既知の胎児骨盤不均衡又はその疑いのための母体ケア
  - O33.0　母体の骨盤骨の変形による胎児骨盤不均衡のための母体ケア
  - O33.1　全狭骨盤による胎児骨盤不均衡のための母体ケア
  - O33.2　骨盤入口狭窄による胎児骨盤不均衡のための母体ケア
  - O33.3　骨盤出口狭窄による胎児骨盤不均衡のための母体ケア
  - O33.4　母体側及び胎児側の複合した原因による胎児骨盤不均衡のための母体ケア
  - O33.5　巨大児による胎児骨盤不均衡のための母体ケア
  - O33.6　胎児の水頭症による胎児骨盤不均衡のための母体ケア
  - O33.7　その他の胎児の奇形による胎児骨盤不均衡のための母体ケア
  - O33.8　その他の原因による胎児骨盤不均衡のための母体ケア
  - O33.9　胎児骨盤不均衡のための母体ケア，詳細不明
- O34　既知の母体骨盤臓器の異常又はその疑いのための母体ケア
  - O34.0　子宮の先天奇形のための母体ケア
  - O34.1　子宮体腫瘍のための母体ケア
  - O34.2　既往手術による子宮瘢痕による母体ケア
  - O34.3　(子宮)頚管無力症のための母体ケア
  - O34.4　子宮頚(部)のその他の異常のための母体ケア
  - O34.5　妊娠子宮のその他の異常のための母体ケア
  - O34.6　腟異常のための母体ケア
  - O34.7　外陰及び会陰の異常のための母体ケア
  - O34.8　骨盤臓器のその他の異常のための母体ケア
  - O34.9　骨盤臓器の異常のための母体ケア，詳細不明
- O35　既知の胎児異常及び傷害又はその疑いのための母体ケア
  - O35.0　胎児の中枢神経系の奇形(の疑い)のための母体ケア
  - O35.1　胎児の染色体異常(の疑い)のための母体ケア
  - O35.2　胎児の遺伝性疾患(の疑い)のための母体ケア
  - O35.3　母体のウイルス疾患による胎児傷害(の疑い)のための母体ケア
  - O35.4　アルコールによる胎児傷害(の疑い)のための母体ケア
  - O35.5　薬物による胎児傷害(の疑い)のための母体ケア
  - O35.6　放射線による胎児傷害(の疑い)のための母体ケア
  - O35.7　その他の医学的処置による胎児傷害(の疑い)のための母体ケア
  - O35.8　その他の胎児異常及び傷害(の疑い)のための母体ケア
  - O35.9　胎児異常及び傷害(の疑い)のための母体ケア，詳細不明
- O36　その他の既知の胎児側の問題又はその疑いのための母体ケア
  - O36.0　Ｒh因子同種免疫のための母体ケア
  - O36.1　その他の同種免疫のための母体ケア
  - O36.2　胎児水腫のための母体ケア
  - O36.3　胎児低酸素症の徴候のための母体ケア
  - O36.4　子宮内胎児死亡のための母体ケア
  - O36.5　胎児発育不良のための母体ケア
  - O36.6　胎児発育過度のための母体ケア
  - O36.7　腹腔<腹膜>妊娠における生存胎児のための母体ケア
  - O36.8　その他の明示された胎児側の問題のための母体ケア
  - O36.9　胎児側の問題のための母体ケア，詳細不明
- O40　羊水過多症
- O41　羊水及び羊膜のその他の障害
  - O41.0　羊水過少症
  - O41.1　羊膜腔及び羊膜の感染症
  - O41.8　羊水及び羊膜のその他の明示された障害
  - O41.9　羊水及び羊膜の障害，詳細不明
- O42　前期破水
  - O42.0　前期破水，分娩開始が24時間未満のもの
  - O42.1　前期破水，分娩開始が24時間以後のもの
  - O42.2　前期破水，治療による分娩遷延
  - O42.9　前期破水，詳細不明
- O43　胎盤障害
  - O43.0　胎盤輸血症候群
  - O43.1　胎盤の奇形
  - O43.8　その他の胎盤障害
  - O43.9　胎盤障害，詳細不明
- O44　前置胎盤
  - O44.0　出血を伴わないと明示された前置胎盤
  - O44.1　出血を伴う前置胎盤
- O45　(常位)胎盤早期剥離
  - O45.0　凝固障害を伴う(常位)胎盤早期剥離
  - O45.8　その他の(常位)胎盤早期剥離
  - O45.9　(常位)胎盤早期剥離，詳細不明
- O46　分娩前出血，他に分類されないもの
  - O46.0　凝固障害を伴う分娩前出血
  - O46.8　その他の分娩前出血
  - O46.9　分娩前出血，詳細不明
- O47　偽陣痛
  - O47.0　妊娠満37週未満の偽陣痛
  - O47.1　妊娠満37週以後の偽陣痛
  - O47.9　偽陣痛，詳細不明
- O48　遷延妊娠

### (O60-O75)　分娩の合併症
- O60　早産
- O61　分娩誘発の不成功
  - O61.0　医学的適応による分娩誘発の不成功
  - O61.1　器械的分娩誘発の不成功
  - O61.8　その他の分娩誘発の不成功
  - O61.9　分娩誘発の不成功，詳細不明
- O62　娩出力の異常
  - O62.0　原発性陣痛微弱
  - O62.1　続発性陣痛微弱
  - O62.2　その他の陣痛微弱
  - O62.3　急速分娩
  - O62.4　高緊張性，非協調性及び持続性子宮収縮
  - O62.8　娩出力のその他の異常
  - O62.9　娩出力の異常，詳細不明
- O63　遷延分娩
  - O63.0　第１期遷延(分娩)
  - O63.1　第２期遷延(分娩)
  - O63.2　双胎，三胎などの第２児の遷延分娩
  - O63.9　遷延分娩，詳細不明
- O64　胎位異常及び胎向異常による分娩停止
  - O64.0　児頭の回旋不全による分娩停止
  - O64.1　骨盤位による分娩停止
  - O64.2　顔位による分娩停止
  - O64.3　額位による分娩停止
  - O64.4　肩甲位による分娩停止
  - O64.5　複合胎位異常による分娩停止
  - O64.8　その他の胎位異常及び胎向異常による分娩停止
  - O64.9　胎位異常及び胎向異常による分娩停止，詳細不明
- O65　母体の骨盤異常による分娩停止
  - O65.0　骨盤変形による分娩停止
  - O65.1　全狭骨盤による分娩停止
  - O65.2　骨盤入口狭窄による分娩停止
  - O65.3　骨盤出口及び中在部狭窄による分娩停止
  - O65.4　胎児骨盤不均衡による分娩停止，詳細不明
  - O65.5　母体骨盤臓器の異常による分娩停止
  - O65.8　その他の母体の骨盤異常による分娩停止
  - O65.9　母体の骨盤異常による分娩停止，詳細不明
- O66　その他の分娩停止
  - O66.0　肩甲難産による分娩停止
  - O66.1　双胎懸鉤による分娩停止
  - O66.2　巨大児による分娩停止
  - O66.3　胎児のその他の異常による分娩停止
  - O66.4　試験分娩の不成功，詳細不明
  - O66.5　吸引分娩及び鉗子分娩の不成功，詳細不明
  - O66.8　その他の明示された分娩停止
  - O66.9　分娩停止，詳細不明
- O67　分娩時出血を合併する分娩，他に分類されないもの
  - O67.0　凝固障害を伴う分娩時出血
  - O67.8　その他の分娩時出血
  - O67.9　分娩時出血，詳細不明
- O68　胎児ストレス[仮死<ジストレス>]を合併する分娩
  - O68.0　胎児心拍数異常を合併する分娩
  - O68.1　羊水内胎便を合併する分娩
  - O68.2　羊水内胎便を伴う胎児心拍数異常を合併する分娩
  - O68.3　胎児ストレスの生化学的異常所見を合併する分娩
  - O68.8　胎児ストレスのその他の所見を合併する分娩
  - O68.9　胎児ストレスを合併する分娩，詳細不明
- O69　臍帯合併症を合併する分娩
  - O69.0　臍帯の脱垂を合併する分娩
  - O69.1　圧迫を伴う臍帯頚部巻絡を合併する分娩
  - O69.2　その他の臍帯巻絡を合併する分娩
  - O69.3　過短臍帯を合併する分娩
  - O69.4　前置血管を合併する分娩
  - O69.5　臍帯血管損傷を合併する分娩
  - O69.8　その他の臍帯合併症を合併する分娩
  - O69.9　臍帯合併症を合併する分娩，詳細不明
- O70　分娩における会陰裂傷
  - O70.0　分娩における第１度会陰裂傷
  - O70.1　分娩における第２度会陰裂傷
  - O70.2　分娩における第３度会陰裂傷
  - O70.3　分娩における第４度会陰裂傷
  - O70.9　分娩における会陰裂傷，詳細不明
- O71　その他の産科的外傷
  - O71.0　分娩開始前の子宮破裂
  - O71.1　分娩における子宮破裂
  - O71.2　分娩後の子宮内反(症)
  - O71.3　子宮頚(部)の産科的裂傷
  - O71.4　産科的高位腟(壁)裂傷のみ
  - O71.5　骨盤臓器のその他の産科的損傷
  - O71.6　骨盤関節及び靱帯の産科的傷害
  - O71.7　骨盤の産科的血腫
  - O71.8　その他の明示された産科的外傷
  - O71.9　産科的外傷，詳細不明
- O72　分娩後出血
  - O72.0　第３期出血
  - O72.1　その他の分娩直後出血
  - O72.2　遷延及び二次性分娩後出血
  - O72.3　分娩後凝固障害
- O73　遺残胎盤及び遺残卵膜，出血を伴わないもの
  - O73.0　遺残胎盤，出血を伴わないもの
  - O73.1　胎盤及び卵膜の一部遺残，出血を伴わないもの
- O74　分娩における麻酔合併症
  - O74.0　分娩における麻酔によるえん<嚥>下<誤えん<嚥>>性肺臓炎
  - O74.1　分娩における麻酔のその他の肺合併症
  - O74.2　分娩における麻酔の心臓合併症
  - O74.3　分娩における麻酔の中枢神経系合併症
  - O74.4　分娩における局所麻酔に対する中毒反応
  - O74.5　分娩における脊髄麻酔及び硬膜外麻酔誘発性頭痛
  - O74.6　分娩における脊髄麻酔及び硬膜外麻酔のその他の合併症
  - O74.7　分娩における挿管不成功又は挿管困難
  - O74.8　分娩におけるその他の麻酔合併症
  - O74.9　分娩における麻酔合併症，詳細不明
- O75　分娩のその他の合併症，他に分類されないもの
  - O75.0　分娩における母体窮迫<ジストレス>
  - O75.1　分娩中又は分娩に続発するショック
  - O75.2　分娩における発熱，他に分類されないもの
  - O75.3　分娩におけるその他の感染症
  - O75.4　産科手術及び処置のその他の合併症
  - O75.5　人工破膜後の遷延分娩
  - O75.6　自然破水又は詳細不明の破水後の遷延分娩
  - O75.7　既往帝王切開後の経腟分娩
  - O75.8　分娩のその他の明示された合併症
  - O75.9　分娩の合併症，詳細不明

### (O80-O84)　分娩
- O80　単胎自然分娩
  - O80.0　自然頭位分娩
  - O80.1　自然骨盤位分娩
  - O80.8　その他の単胎自然分娩
  - O80.9　単胎自然分娩，詳細不明
- O81　鉗子分娩及び吸引分娩による単胎分娩
  - O81.0　低位鉗子分娩
  - O81.1　中位鉗子分娩
  - O81.2　回旋を伴う中位鉗子分娩
  - O81.3　その他及び詳細不明の鉗子分娩
  - O81.4　吸引分娩
  - O81.5　鉗子分娩及び吸引分娩の組み合せによる分娩
- O82　帝王切開による単胎分娩
  - O82.0　選択的帝王切開による分娩
  - O82.1　緊急帝王切開による分娩
  - O82.2　帝王切開子宮切除術による分娩
  - O82.8　帝王切開によるその他の単胎分娩
  - O82.9　帝王切開による分娩，詳細不明
- O83　その他の介助単胎分娩
  - O83.0　骨盤位牽出
  - O83.1　その他の介助骨盤位分娩
  - O83.2　その他の用手分娩
  - O83.3　腹腔<腹膜>妊娠における生存可能児の分娩
  - O83.4　分娩のための破壊手術
  - O83.8　その他の明示された介助単胎分娩
  - O83.9　介助単胎分娩，詳細不明
- O84　多胎分娩
  - O84.0　多胎分娩，全児自然分娩
  - O84.1　多胎分娩，全児鉗子分娩及び吸引分娩
  - O84.2　多胎分娩，全児帝王切開
  - O84.8　その他の多胎分娩
  - O84.9　多胎分娩，詳細不明

### (O85-O92)　主として産じょく<褥>に関連する合併症
- O85　産じょく<褥>性敗血症
- O86　その他の産じょく<褥>性感染症
  - O86.0　産科的手術創の感染症
  - O86.1　分娩に続発する性器のその他の感染症
  - O86.2　分娩に続発する腎尿路感染症
  - O86.3　分娩に続発するその他の腎尿路性器感染症
  - O86.4　分娩に続発する原因不明の発熱
  - O86.8　その他の明示された産じょく<褥>性感染症
- O87　産じょく<褥>における静脈合併症
  - O87.0　産じょく<褥>における浅<表>在性血栓(性)静脈炎
  - O87.1　産じょく<褥>における深在静脈血栓症
  - O87.2　産じょく<褥>における痔核
  - O87.3　産じょく<褥>における脳静脈血栓症
  - O87.8　産じょく<褥>におけるその他の静脈合併症
  - O87.9　産じょく<褥>における静脈合併症，詳細不明
- O88　産科的塞栓症
  - O88.0　産科的空気塞栓症
  - O88.1　羊水塞栓症
  - O88.2　産科的凝血<血栓>塞栓症
  - O88.3　産科的膿血性及び敗血症性塞栓症
  - O88.8　その他の産科的塞栓症
- O89　産じょく<褥>における麻酔合併症
  - O89.0　産じょく<褥>における肺の麻酔合併症
  - O89.1　産じょく<褥>における心臓の麻酔合併症
  - O89.2　産じょく<褥>における中枢神経系の麻酔合併症
  - O89.3　産じょく<褥>における局所麻酔に対する中毒反応
  - O89.4　産じょく<褥>における脊髄麻酔及び硬膜外麻酔誘発性頭痛
  - O89.5　産じょく<褥>における脊髄麻酔及び硬膜外麻酔のその他の合併症
  - O89.6　産じょく<褥>における挿管不成功又は挿管困難
  - O89.8　産じょく<褥>におけるその他の麻酔合併症
  - O89.9　産じょく<褥>における麻酔合併症，詳細不明
- O90　産じょく<褥>の合併症，他に分類されないもの
  - O90.0　帝王切開創の離開
  - O90.1　産科的会陰創の離開
  - O90.2　産科的創傷の血腫
  - O90.3　産じょく<褥>における心筋症
  - O90.4　分娩後急性腎不全
  - O90.5　分娩後甲状腺炎
  - O90.8　産じょく<褥>のその他の合併症，他に分類されないもの
  - O90.9　産じょく<褥>の合併症，詳細不明
- O91　分娩に関連する乳房の感染症
  - O91.0　分娩に関連する乳頭の感染症
  - O91.1　分娩に関連する乳房の膿瘍
  - O91.2　分娩に関連する非化膿性乳腺炎
- O92　分娩に関連する乳房及び授乳のその他の障害
  - O92.0　分娩に関連する陥没乳頭
  - O92.1　分娩に関連する乳頭亀裂
  - O92.2　分娩に関連するその他及び詳細不明の乳房障害
  - O92.3　乳汁分泌欠如(症)
  - O92.4　乳汁分泌過少(症)
  - O92.5　乳汁分泌抑制
  - O92.6　乳汁漏出症
  - O92.7　その他及び詳細不明の乳汁分泌障害

### (O94-O99)　その他の産科的病態，他に分類されないもの
- O94　妊娠，分娩及び産じょく<褥>の合併症の続発・後遺症
- O95　原因不明の産科的死亡
- O96　分娩満42日以後1年未満に発生したあらゆる産科的原因による母体死亡
- O97　直接産科的原因の続発・後遺症による死亡
- O98　他に分類されるが妊娠，分娩及び産じょく<褥>に合併する母体の感染症及び寄生虫症
  - O98.0　妊娠，分娩及び産じょく<褥>に合併する結核
  - O98.1　妊娠，分娩及び産じょく<褥>に合併する梅毒
  - O98.2　妊娠，分娩及び産じょく<褥>に合併する淋疾
  - O98.3　妊娠，分娩及び産じょく<褥>に合併する主として性的伝播様式をとるその他の感染症
  - O98.4　妊娠，分娩及び産じょく<褥>に合併するウイルス肝炎
  - O98.5　妊娠，分娩及び産じょく<褥>に合併するその他のウイルス疾患
  - O98.6　妊娠，分娩及び産じょく<褥>に合併する原虫疾患
  - O98.8　妊娠，分娩及び産じょく<褥>に合併するその他の母体の感染症及び寄生虫症
  - O98.9　妊娠，分娩及び産じょく<褥>に合併する詳細不明の母体の感染症及び寄生虫症
- O99　他に分類されるが妊娠，分娩及び産じょく<褥>に合併するその他の母体疾患
  - O99.0　妊娠，分娩及び産じょく<褥>に合併する貧血
  - O99.1　妊娠，分娩及び産じょく<褥>に合併する血液及び造血器のその他の疾患並びに免疫機構の障害
  - O99.2　妊娠，分娩及び産じょく<褥>に合併する内分泌疾患、栄養疾患及び代謝疾患
  - O99.3　妊娠，分娩及び産じょく<褥>に合併する精神の障害及び神経系の疾患
  - O99.4　妊娠，分娩及び産じょく<褥>に合併する循環器系の疾患
  - O99.5　妊娠，分娩及び産じょく<褥>に合併する呼吸器系の疾患
  - O99.6　妊娠，分娩及び産じょく<褥>に合併する消化器系の疾患
  - O99.7　妊娠，分娩及び産じょく<褥>に合併する皮膚及び皮下組織の疾患
  - O99.8　妊娠，分娩及び産じょく<褥>に合併するその他の明示された疾患及び病態